# Баскетбол на летней Универсиаде 1963
Баскетбольный турнир на летней Универсиаде 1963 проходил в городе Порту-Алегри (Бразилия). Соревнования проводились среди мужских сборных команд. Чемпионом Универсиады стала сборная Бразилии.

## Медальный зачёт
| Место | Страна   | Золото | Серебро | Бронза | Всего |
| ----- | -------- | ------ | ------- | ------ | ----- |
| 1     | Бразилия | 1      | 0       | 0      | 1     |
| 2     | Куба     | 0      | 1       | 0      | 1     |
| 3     | Перу     | 0      | 0       | 1      | 1     |

## Составы
| Команда | Золото | Серебро | Бронза |
| Мужчины | Бразилия Эдсон Биспо Жатир Сукар Виктор Миршаувска Пасос Вальдемар Радвилас Гораускас Рене Саломон Селсо Манески Арналдо Сантьяго Мозес Блас Симан Тулио Эдуардо Лоусон Инар Коэльо Тренер — Моасир Даюту | Куба    | Перу   |

## Источник
- Результаты баскетбольного турнира летней Универсиады 1963 на сайте sports123.com (англ.)